# Regione di Cassiopeia OB2
La regione di Cassiopeia OB2 comprende alcune estese e brillanti regioni H II legate a una grande associazione di stelle giovani e calde, l'associazione OB Cassiopeia OB2; questo gruppo di stelle prende il nome della costellazione in cui si trova, Cassiopea.
L'associazione si trova nel Braccio di Perseo a una distanza di circa 2630 parsec (8570 anni luce) dal sistema solare e appare associata alle nebulose Sh2-157, Sh2-159 e alla famosa Nebulosa Bolla; il gran numero di sorgenti di radiazione infrarossa e di getti molecolari immersi nei gas di queste nubi testimoniano che nella regione i fenomeni di formazione stellare risultano essere ancora attivi.

## Osservazione

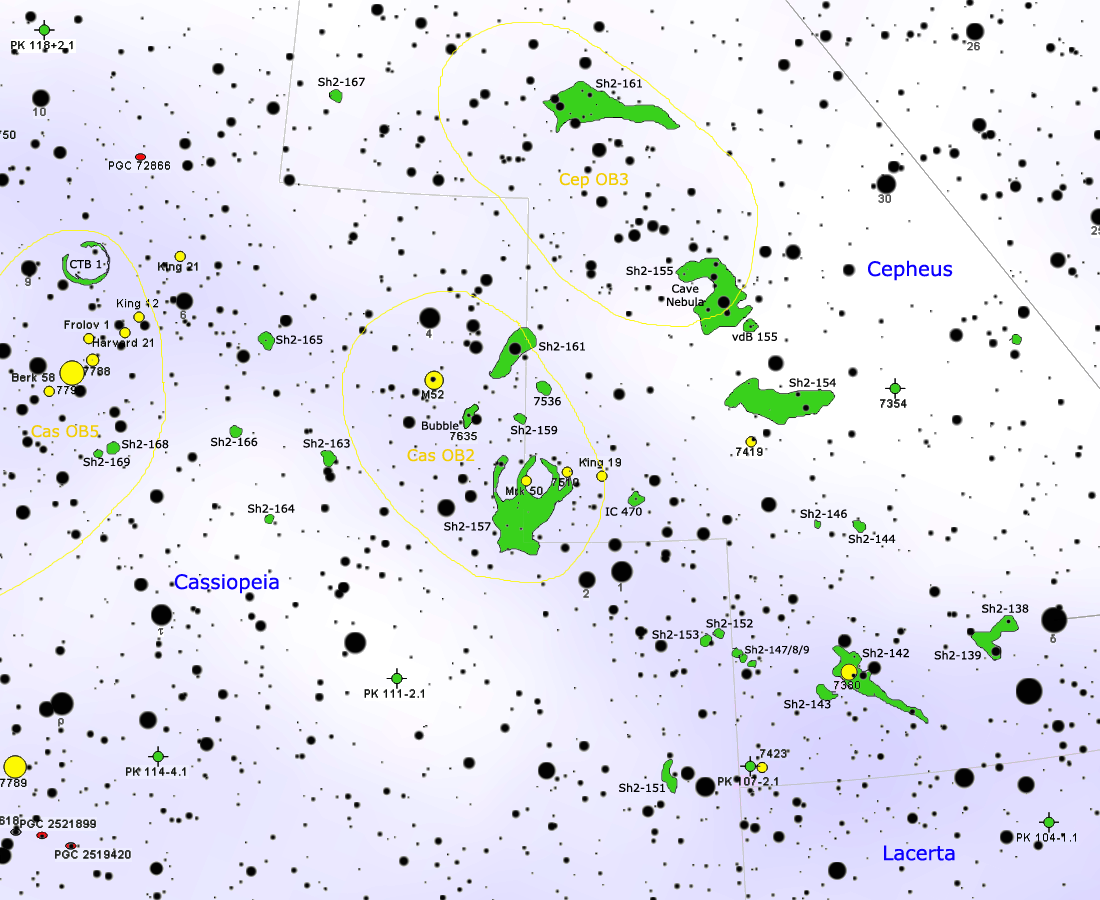
Mappa della regione di Cassiopeia OB2.

L'area di cielo in cui si trova l'associazione Cassiopeia OB2 giace su un tratto della Via Lattea ricco di campi stellari, in una regione nota come Arco di Cassiopea; la sua posizione può essere rintracciata vicino al confine con Cefeo, più o meno a metà strada sulla linea che congiunge le due stelle Caph (β Cassiopeiae) e ζ Cephei. Le sue componenti principali sono sparse su un'area di alcuni gradi quadrati di volta celeste e a causa della loro bassa luminosità (dovuta alla loro distanza) si confondono quasi completamente con le stelle dei campi stellare circostanti; la stella più luminosa è BD +62°2210, una supergigante blu che raggiunge appena la magnitudine 8,42. Le foto a lunga posa permettono di individuare nella regione un gran numero di nebulose, fra le quali spiccano NGC 7538 e la celebre NGC 7635, la Nebulosa Bolla.
L'associazione si trova a declinazioni fortemente settentrionali; ciò implica una visibilità ottimale dall'emisfero boreale terrestre, contro una difficile osservabilità dall'emisfero australe. L'associazione si presenta infatti circumpolare da gran parte delle regioni dell'emisfero nord, fino alle coste settentrionali dell'Africa e del Golfo del Messico, mentre dalla maggior parte delle regioni dell'emisfero sud non è mai visibile.

## Caratteristiche e struttura

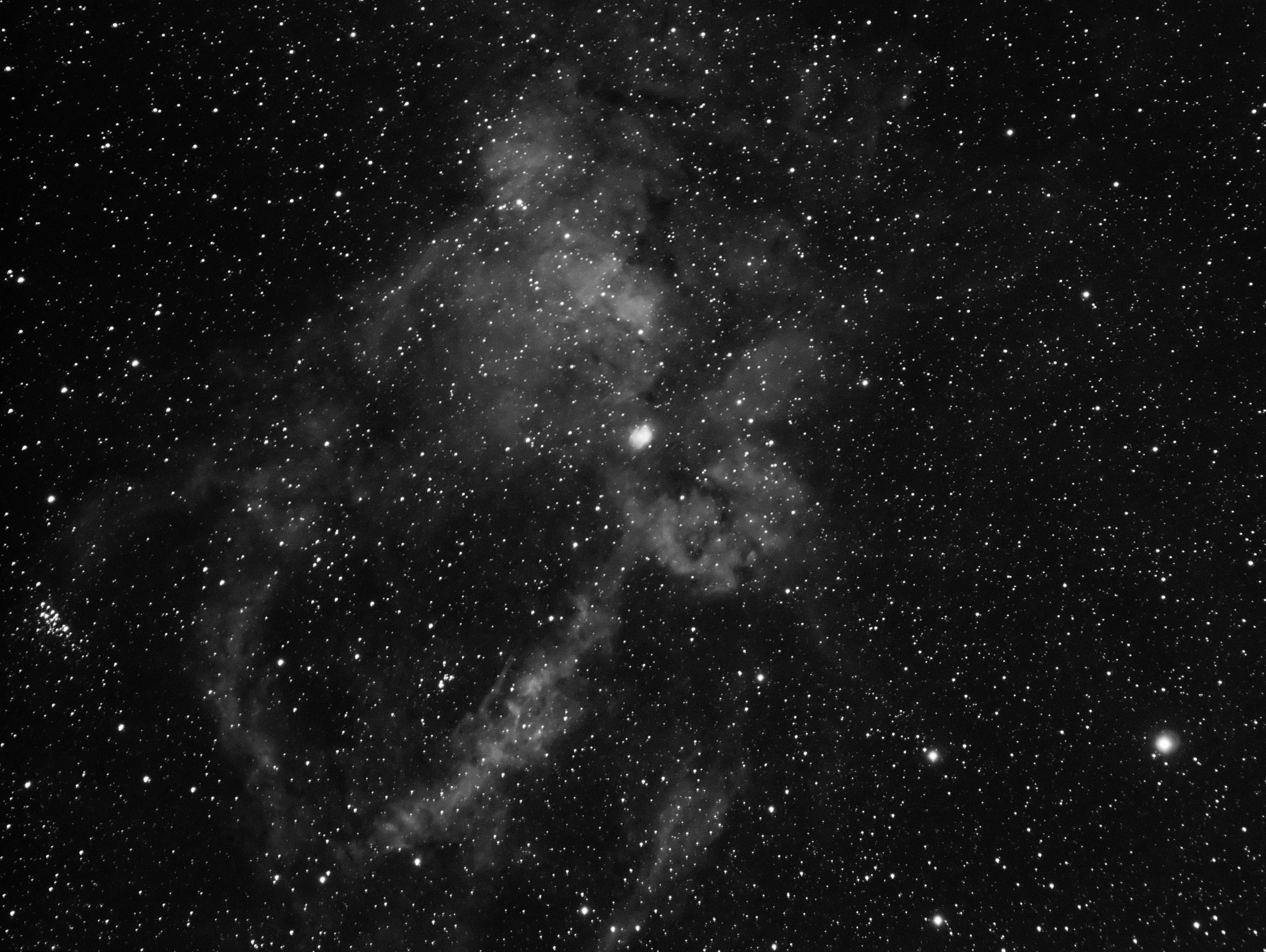
Sh2-157, una delle nebulose più massicce della regione.

La regione di Cassiopeia OB2 si trova in una regione intermedia del Braccio di Perseo, uno dei bracci di spirale maggiori della Via Lattea, a una distanza di circa 2630 parsec dal Sole; ciò nonostante, misurazioni effettuate su una stella di Wolf-Rayet facente parte dell'associazione hanno fornito un valore di circa 3400 parsec, spostando così la posizione di Cassiopeia OB2 in un punto più esterno e remoto del braccio a cui appartiene.
Le stelle giovani e brillanti che costituiscono l'associazione ionizzano l'idrogeno addensato nelle nubi circostanti, che diventa così visibile formando delle estese regioni H II; fra queste spicca Sh2-157, che presenta una grande struttura ad anello causata dall'azione del vento stellare delle stelle massicce situate nelle sue immediate vicinanze. Questa nube è formata da due componenti ben distinte: la Componente A, corrispondente alla nube visibile otticamente, e la Componente B, che consiste invece nella regione oscura rilevabile nelle fotografie; la quantità di idrogeno ionizzato presente nella Componente A è notevolmente inferiore alla massa della stella centrale, il che suggerisce che sia presente anche una certa quantità di idrogeno neutro; la Componente B è invece composta da polveri non illuminate.
NGC 7538, Sh2-159, Sh2-161 e NGC 7635 formano un secondo complesso nebuloso situato a breve distanza dal precedente, lungo la linea di vista del ben noto ammasso M52. La principale fonte della ionizzazione dei gas di NGC 7538 è NGC 7538 IRS6, una stella blu di sequenza principale di classe spettrale O7V. Sh2-159 è invece ben visibile nella banda dell'Hα; contiene al suo interno una sorgente di onde radio molto compatta, che coincide con la parte più densa della nube e circonda una stella di classe spettrale O9, la quale è la principale fonte di ionizzazione dei gas della nube stessa.
In direzione dell'associazione si trovano i due ammassi aperti NGC 7510 e M52; il primo si trova a breve distanza fisica dalla regione e ne fa probabilmente parte, mentre il secondo è un oggetto in primo piano.

## Fenomeni di formazione stellare

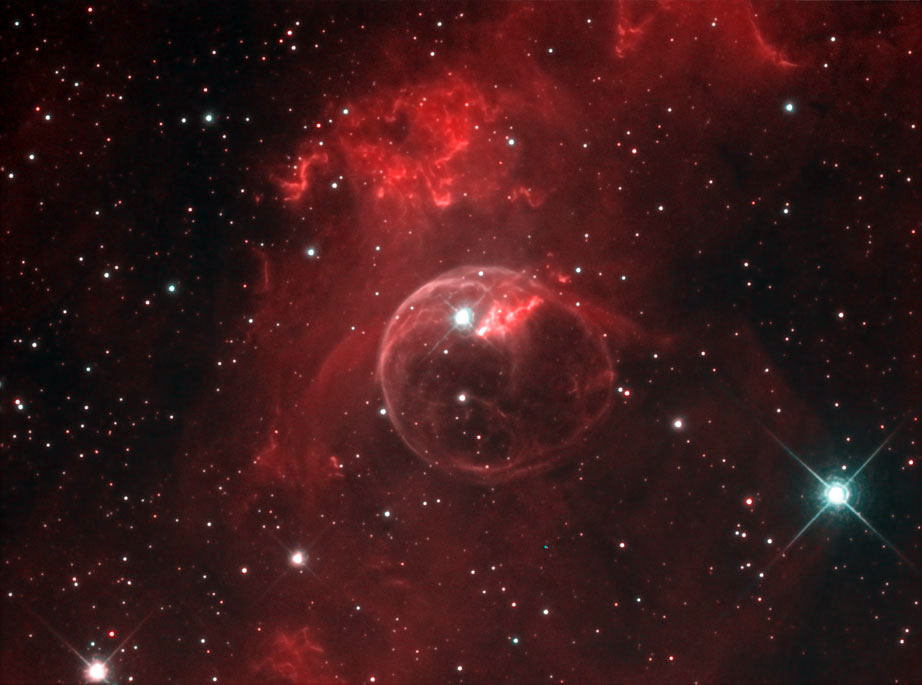
NGC 7635, la celebre Nebulosa Bolla, è ionizzata da una delle componenti più massicce dell'associazione; il vento stellare di questa stella è anche responsabile della creazione della famosa struttura sferica quasi perfetta.

Secondo i modelli evoluzionistici della regione, i processi di formazione stellare attraverso questa regione del Braccio di Perseo avrebbero dapprima interessato la regione da cui ha avuto origine l'associazione Cassiopeia OB2, estendensosi quindi in direzione dell'ammasso NGC 7510 e infine di Mrk 50; quest'ultimo risulta dunque il prodotto dell'ultima generazione di stelle della regione.
Gli indizi che fanno ritenere che i processi di formazione stellare siano ancora in atto in questa regione sono ben evidenti nella nebulosa NGC 7538, dove sono state individuate 11 sorgenti di radiazione infrarossa corrispondenti ad altrettante stelle giovani di grande massa, catalogate per questa nube da IRS1 a IRS11; tre di queste, IRS1, IRS2 e IRS3, sono situate all'interno di un piccolo ammasso di stelle di classe spettrale O e B, posizionato sul bordo sudorientale della nebulosa. IRS1 è la più luminosa e si trova al centro di una piccola regione H II ultracompatta delle dimensioni di 0,1", pari a 180 UA; la fonte della radiazione è una stella blu di classe O7, con una luminosità pari a 104L☉. Dall'oggetto emerge una struttura a getto orientata in senso nord-sud, osservata anche in IRS1, dove è presente una struttura bipolare, connessa ad una seconda struttura a forma di anello. Nelle vicinanze di IRS1 sono stati scoperti un gran numero di maser con emissioni OH, ad H2O, a CH2O, ad NH3 e a CH3OH.
Sh2-159, d'altra parte, contiene al suo interno una sorgente di onde radio molto compatta, che coincide con la parte più densa della nube e circonda una stella di classe spettrale O9, la quale è anche la principale fonte di ionizzazione dei gas della regione.

## Componenti stellari

NGC 7510, situato nei pressi di Sh2-157.

L'associazione Cassiopeia OB2 è formata da una ventina di giganti e supergiganti blu di classe B e due di classe O, più, probabilmente, alcune stelle di Wolf-Rayet molto giovani. Attorno ad essa si estende un vasto complesso nebuloso, che comprende la grande nebulosa ad anello Sh2-157 e un giovane ammasso aperto noto come Mrk 50 (o anche Basel 3); la forma ad anello della nebulosa è causata dall'azione del vento stellare di diverse stelle giganti, mentre il settore meridionale appare eccitato dalla radiazione luminosa delle stelle di classe O. La componente più luminosa è BD +62°2210, una supergigante di classe spettrale B9Ia e magnitudine 8,42; segue BD +63°1964, una gigante brillante di classe B0II e magnitudine 8,46. Fino alla magnitudine 11,0 si contano 19 componenti, delle quali due sono di classe O, 14 di classe B e una di classe A; le restanti due, catalogate come Case 80 e Case 81, sono supergiganti rosse entrambe di classe M2Iab. La metallicità delle componenti è relativamente simile a quella del Sole, in particolare per due stelle (HD 17327b e HD 17443) note per la loro alta velocità di rotazione.
Fra i membri dell'associazione vi è una variabile Cefeide, catalogata come SU Cassiopeiae: si tratta di un astro noto per le sue pulsazioni particolari, che suggeriscono che non abbia attraversato la striscia di instabilità per la prima volta; ciò rende difficile studiare sia la sua evoluzione che la sua appartenenza alla stessa associazione.
Fra le stelle più massicce vi è HD 219287, una supergigante blu di classe B0Ia che presenta forti linee di emissione nel suo spettro; un'altra stella degna di nota è BD +60°2522, una gigante blu di classe O6IIIf e una massa pari a 10-40 M⊙, responsabile della creazione della famosa bolla di vento stellare della nebulosa NGC 7635.

### Testi generali
- (EN) Robert Burnham, Jr, Burnham's Celestial Handbook: Volume Two, New York, Dover Publications, Inc., 1978.
- (EN) Thomas T. Arny, Explorations:  An Introduction to Astronomy, 3 updatedª ed., Boston, McGraw-Hill, 2007, ISBN 0-07-321369-1.
- AA.VV, L'Universo - Grande enciclopedia dell'astronomia, Novara, De Agostini, 2002.
- J. Gribbin, Enciclopedia di astronomia e cosmologia, Milano, Garzanti, 2005, ISBN 88-11-50517-8.
- W. Owen, et al, Atlante illustrato dell'Universo, Milano, Il Viaggiatore, 2006, ISBN 88-365-3679-4.

### Testi specifici

#### Sull'evoluzione stellare
- (EN) C. J. Lada, N. D. Kylafits, The Origin of Stars and Planetary Systems, Kluwer Academic Publishers, 1999, ISBN 0-7923-5909-7.
- A. De Blasi, Le stelle: nascita, evoluzione e morte, Bologna, CLUEB, 2002, ISBN 88-491-1832-5.
- C. Abbondi, Universo in evoluzione dalla nascita alla morte delle stelle, Sandit, 2007, ISBN 88-89150-32-7.

#### Sull'associazione Cassiopeia OB2
- Mária Kun, Star Forming Regions in Cassiopeia (PDF), vol. 1, Handbook of Star Forming Regions, Volume I: The Northern Sky ASP Monograph Publications, Bo Reipurth, dicembre 2008,  p. 24, ISBN 978-1-58381-670-7.

### Carte celesti
- Toshimi Taki, Taki's 8.5 Magnitude Star Atlas, su geocities.jp, 2005. URL consultato il 23 agosto 2011 (archiviato dall'url originale il 5 novembre 2018). - Atlante celeste liberamente scaricabile in formato PDF.
- Tirion, Rappaport, Lovi, Uranometria 2000.0 - Volume I - The Northern Hemisphere to -6°, Richmond, Virginia, USA, Willmann-Bell, inc., 1987, ISBN 0-943396-14-X.
- Tirion, Sinnott, Sky Atlas 2000.0, 2ª ed., Cambridge, USA, Cambridge University Press, 1998, ISBN 0-933346-90-5.
- Tirion, The Cambridge Star Atlas 2000.0, 3ª ed., Cambridge, USA, Cambridge University Press, 2001, ISBN 0-521-80084-6.